# Схинас, Михаил
Михаил Георгиу Схинас (греч.  Μιχαήλ Γεωργίου Σχινάς ; 1 октября 1792, Константинополь Османская империя — 1870, Афины, королевство Греция,) – греческий политик, археолог и переводчик XIX века. Министр по делам церкви и образования в революционном правительстве 1843 года.

## Биография
Михаил Схинас родился в Константинополе в семье Георгиоса Схинаса. 
Его брат, Димитриос Схинас, стал впоследствии известным учёным.
С началом Греческой революции в 1821 году, Михаил Схинас принял участие в Пелопоннеском сенате, где стал советником под председательством Дмитрия Ипсиланти.
В 1827 году находился в Париже, где принял участие в переговорах об отправке в Грецию скульптуры «Гречанка», французского скульптора Давида д'Анже, в качестве надгробного памятника Маркоса Боцариса. 
В следующем, 1828, году вернулся в Грецию, археологом в составе научного отдела, при французском экспедиционном корпусе генерала Мезона.
После окончания Освободительной войны принадлежал к так называемой «русской партии»:398. 
Был избран депутатом в Национальное собрание 1843 года и стал министром по делам церкви и просвещения в революционном правительстве Андреаса Метаксаса 1843 года. 
Схинас был глубоко верующим православным христианином и был дружен с богословом Константином Иконому. 
Схинас предложил 9 поправок в законодательство, пытаясь нормализовать отношения, провозгласившей до того автокефалию, Элладской православной церкви с Вселенским патриархатом. Но немногие из его поправок прошли. Одна из одобренных гласила, что главой церкви является Иисус Христос, а не король, как гласил указ 1833 года:416.
Схинас был также избран депутатом в Национальное собрание 1862 года 
Схинас перевёл с французского четырёхтомник «Переписка Иоанна Каподистрии» (1841). 
Михаил Схинас умер в Афинах в 1870 году.

## Работы
Некоторые из его работ:
- Начальная грамматика нового греческого (Grammaire elementaire du grec moderne : le tout suivi de l'Apologie de Socrate selon Platon, en grec moderne, et de quelques morceaux de poesie ;a l'usage commencans / par Michel Schinas., 1829
- Переписка И. Каподистрии (Επιστολαί Ι. Α. Καποδίστρια, Κυβερνήτου της Ελλάδος. : Διπλωματικαί, διοικητικαί και ιδιωτικαί, γραφείσαι από 8 Απριλίου 1827 μέχρις 26 Σεπτεμβρίου 1831, / συλλεγείσαι μεν και καταταχθείσαι φροντίσι των Αδελφών αυτού, εκδοθείσαι δε παρά Ε. Α. Βετάν ... Ελληνιστί δε εκδίδονται δαπάναις Π. Δ. Στεφανίτση Λευκαδίου, Ιατρού, μεταφρασθείσαι εκ του Γαλλικού παρά Μιχαήλ Γ. Σχινά, Αθήνησιν, Τύποις Κωνσταντίνου Ράλλη, 1841-1843
- Редакция и обозрение в книге Сохранившиеся церковные работы Константина Иконому (Επιστασίαι και ανακεφαλαιώσεις εις το βιβλίον «Τα σωζόμενα εκκλησιαστικά συγγράμματα Κωνσταντίνου Οικονόμου, Τόμος Β', αωξδ' /Μιχαήλ Γ. Σχινά. Αθήνησιν :Εκ του Τυπογραφ. των Τέκνων Ανδ. Κορομηλά,1865.
- Редакция и обозрение в книге Сохранившиеся церковные работы Константина Иконому -Второй том (Επιστασίαι και ανακεφαλαιώσεις εις το βιβλίον «Τα σωζόμενα εκκλησιαστικά συγγράμματα Κωνσταντίνου Οικονόμου, Τόμος Β', αωξδ' / Μιχαήλ Γ. Σχινά, 1865
- Франко-греческий словарь (Λεξικόν Γαλλελληνικόν / υπό Μ. Γ. Σχινά και Ι. Ν. Λεβαδέως ; κατά τα πληρέστατα και νεώτατα γαλλικά λεξικά του Beschereelle και Poitevin, T. A'. Εν Αθήναις: Εκ του τυπογραφείου των καταστημάτων Ανέστη Κωνσταντινίδη, 1889.
- На смерть Константина Иконому (Λόγος εκφωνηθείς τη θ' Μαρτίου αωνζ' εν Αθήναις κατά την εν τω ναώ της αγίας Ειρήνης τελετήν της κηδείας Κωνσταντίνου Οικονόμου του Πρεσβυτέρου και Οικονόμου /παρά Μιχαήλ Γ. Σχινά. Αθήνησι, Τύποις Φ. Καραμπίνη και Κ. Βάφα, 1857
- На смерть Дмитрия Ипсиланти (Λόγος επιτάφιος εις Δημήτριον Υψηλάντην, /εκφωνηθείς παρά Μιχαήλ Σχινά … εκκλησία του Αγίου Γεωργίου την 6 Αυγούστου 1832
- О церковных делах (Περί των Εκκλησιαστικών, Εν Αθήναις, Εκ της Τυπογραφίας των Τεκν. Ανδρέου Κορομηλά, 1863